# 大衛·詹姆士·埃利奧特
大衛·詹姆士·埃利奧特（David James Elliott，1960年9月21日—）是加拿大的一位演員。埃利奧特曾經就讀於懷雅遜大學。他也出演過眾多電影